# Aulonocara stonemani
Aulonocara stonemani là một loài cá thuộc họ Cichlidae. Nó là loài đặc hữu của Malawi.
Môi trường sống tự nhiên của chúng là hồ nước ngọt. It is not considered a threatened species by the IUCN.